# Enrike Solinís
Enrike Solinís Azpiazu, né à Bilbao en 1974, est un guitariste, joueur de luth et de théorbe classique espagnol, spécialisé dans la musique ancienne. 

## Biographie
Enrike Solinís, né en 1974 à Bilbao, étudie la guitare et la musique ancienne au conservatoire supérieur de musique Juan Crisóstomo de Arriaga de sa ville natale puis à l'École supérieure de musique de Catalogne à Barcelone. Il remporte plusieurs prix aux concours internationaux de musique notamment celui de Comillas, les concours Ataúlfo Argenta et Andrés Segovia.
Il a été invité par plusieurs ensembles d'interprétation historiquement informée, tels que Hesperion XXI, Le Concert des Nations, la Capella Reial de Catalunya dirigés par Jordi Savall, Concerto Vocale et l'Akademie für Alte Musik Berlin dirigé par René Jacobs, Le Concert d'Astrée dirigé par Emmanuelle Haïm, en Europe et aux États-Unis, comme le Carnegie Hall à New York, le Konzerthaus de Berlin, le Théâtre des Champs-Élysées à Paris, le Theater an der Wien, le Sala Nezahualcoyoti à Mexico, le Festival Leo Brouwer à La Havane.
Il dirige également son propre ensemble, Euskal Barrokensemble fondé à Bilbao en 2006. Il se produit en concert à Royaumont les 3 et 4 octobre 2015 dans le cadre du week-end Scarlatti Vivi Felice.

## Discographie
- Colores del Sur, danses baroques pour guitare (juin 2013, Glossa GCDP33301), œuvres de Kapsberger, Murcia, Dimitrie Cantemir, Santa Cruz, Sanz, Scarlatti[3].
- Euskel Antiqua Le legs musical du Pays Basque (2015, Alia Vox)
- El amor brujo, Essences de la musique de Manuel de Falla (2017, Alia Vox) dont 2 sonates de Scarlatti : K. 32, K. 141.
- Elkano, le voyage autour du monde (2019, Alia Vox)